# Kroczyce Okupne
Kroczyce Okupne – część wsi Kroczyce w Polsce położona w województwie śląskim, w powiecie zawierciańskim, w gminie Kroczyce.
W latach 1975–1998 Kroczyce Okupne administracyjnie należały do województwa częstochowskiego.